# Молодёжное (Винницкая область)
Молодёжное (укр. Молодіжне) — село на Украине, находится в Казатинском районе Винницкой области.
Код КОАТУУ — 0521480206. Население по переписи 2020 года составляет 269 человек. Почтовый индекс — 22114. Телефонный код — 4342.
Занимает площадь 0,25 км².

## Адрес местного совета
22114, Винницкая область, Казатинский р-н, с.Безыменное, ул. Советская, 2а